# ويليام ديفيد أوبراين
ويليام ديفيد أوبراين (بالإنجليزية: William David O'Brien)‏ هو كاهن كاثوليكي أمريكي، ولد في 3 أغسطس 1878 في شيكاغو في الولايات المتحدة، وتوفي في 19 فبراير 1962 في سان بيير في الولايات المتحدة.